# Christopher Charles Whiston Taylor
Christopher Charles Whiston Taylor (* 12. Juli 1936 in Edinburgh) ist ein britischer Historiker der antiken Philosophie.
Seine Eltern waren Edward Russell Taylor und Anne Josephine, geborene Whiston. Zunächst studierte er Classics an der Universität Edinburgh, wo er den Master of Arts erwarb. Daran schloss er den Studiengang Literae humaniores an der Universität Oxford an, den er 1960 mit dem Bachelor of Arts abschloss. Darauf folgte ein Studium der Philosophie am Merton College, Oxford, das er 1962 mit dem Bachelor in Philosophy abschloss. 1964 folgte der Master of Arts an der Universität Oxford.
Taylor war Fellow am Magdalen College, Oxford (1962–1963), Fellow und Tutor in Philosophy am Corpus Christi College, Oxford, (von 1963 an) und Loeb Fellow in Classical Studies an der Universität Harvard, Cambridge, Massachusetts (1970). Zudem war er Senior proctor an der Universität Oxford (1981–1982).
Taylor hat mit J. C. B. Gosling eine erschöpfende Abhandlung zum Thema der Lust (griechisch: hedoné) im griechischen Denken veröffentlicht. Weitere Veröffentlichungen widmete er Sokrates und Platon; Übersetzungen verfasste er von Aristoteles’ Nikomachischer Ethik, den Atomisten Leukipp und Demokrit und mit Pamela Huby von einem Teil des Kommentars des Neuplatonikers Simplikios zur Physik des Aristoteles.

## Schriften (Auswahl)
- (Übers. mit Pamela Huby): Simplicius, On Aristotle Physics 1.3–4 (Ancient Commentators on Aristotle Project). 2011.
- Pleasure, mind, and soul. Selected papers in ancient philosophy. 2008.
- (Übers.): Aristotle, Nicomachean ethics. 2006.
- (Hrsg., Übers., Komm.): The atomists, Leucippus and Democritus: fragments. A text and translation with a commentary. 1999.
- Socrates. A very short introduction. 1998.
- From the beginning to Plato (Routledge history of philosophy, Band 1). 1994.
- (Hrsg., mit Jonathan Dancy, J. M. E. Moravcsik): Human agency. Language, duty, and value. Philosophical essays in honor of J. O. Urmson. 1988.
- mit Justin Cyril Bertrand Gosling: The Greeks on Pleasure. 1982, online.
- (Übers.): Plato, Protagoras. 1976.